# 佐賀市立成章中学校
佐賀市立成章中学校（さがしりつ せいしょうちゅうがっこう）は、佐賀県佐賀市成章町にある公立中学校。

## 概要
歴史
戦前の高等小学校（国民学校高等科）・青年学校を前身とし、1947年（昭和22年）の学制改革により、新制中学校「佐賀市立第一中学校」として発足。現校名となったのは1951年（昭和26年）。2022年（令和4年）に創立75周年を迎えた。
校名「成章」の由来
『論語』中の「斐然成章（斐然として章を成す）」が出典で、「きちんとした模様をもつ綿のような美しい素質がある」という意味である。
校訓
「斐然成章」（ひぜんせいしょう）- 意味は上記の校名の由来を参照。
校章
旧校名である第一中学校の名残で、中の字に横線（一）が一本貫いている。
校歌
歌詞は3番まであり、各番の歌詞中に校名の「成章中学」が登場する。
通学区域
- 佐賀市立勧興小学校区
- 佐賀市立神野小学校区
- ただし、以下の小学校区の承認校となっている。
  - 佐賀市立循誘小学校区（一部）
  - 佐賀市立赤松小学校区（一部）
  - 佐賀市立兵庫小学校区（一部）
  - 佐賀市立若楠小学校区（一部）
  - 佐賀市立開成小学校区（一部）

特色
佐賀県内の中学校では佐賀市立城南中学校、佐賀大学文化教育学部附属中学校とともに昭和時代から伝統的に男子の長髪（丸刈りではないという意味）が許されてきた数少ない学校である。

## 沿革
前身
- 1874年（明治7年）- 呉服町に「啓蒙小学校」が創立。
- 1879年（明治12年）- 「明倫小学校」に改称。教育令施行により、初等科（3年制）・中等科（3年制）・高等科（2年制）の教授を開始。校区を「白山部」9ヶ町（呉服・元・東魚・白山・米屋・寺・唐人・中・多布施）とする。
- 1886年（明治19年）- 小学校令施行により、尋常科（4年制）と高等科（4年制）の教授を開始。
- 1889年（明治22年）4月1日 - 市制施行により、佐賀市が発足。
- 1891年（明治24年）- 明倫小学校（尋常科）を廃止の上、「成章高等小学校」（4年制）が創立される。循誘小学校および、日新小学校の高等科を統合[2]。
- 1899年（明治32年）- 勧興尋常高等小学校の高等科を統合の上、「佐賀高等小学校」（4年制）に改称。 校地を（佐賀城）北堀端（松原町）に移転。また男女別学とし、女子部を「佐賀高等女子小学校」とする。
- 1908年（明治41年）- 改正小学校令により、尋常科が4年制から6年制に、高等科が4年制から2（～3）年制に改められる。
- 1909年（明治42年）4月 - 佐賀高等女子小学校が廃止され、佐賀高等小学校に統合される。前年の改正小学校令施行により、2年制となる。
- 1921年（大正10年）4月 - 佐賀市内の尋常小学校に併置されていた商業補習学校を統合の上、佐賀高等小学校に併置（佐賀商業補習学校）。
- 1926年（大正15年）4月 - 併置の佐賀商業補習学校が青年訓練所充当となる。
- 1928年（昭和3年）- 併置の青年訓練所充当 佐賀商業補習学校が「青年訓練所充当 佐賀市立第一公民学校[3]」に改称。
- 1932年（昭和7年）6月 - 佐賀市庁舎火災の類焼により、講堂・養護室・宿直室・5教室を焼失。
- 1934年（昭和9年）- 移転改築に着手。
- 1935年（昭和10年）
  - 3月 - 現在地（勧興尋常小学校の西隣／当時:神野町722-2）に新校舎が完成し、移転を完了。
  - 4月 - 神野尋常高等小学校の高等科を統合。
  - 6月 - 青年学校令施行により、佐賀市立第一公民学校と佐賀市立第二公民学校が統合の上、「佐賀市立実業青年学校」に改称。佐賀高等小学校に併置される。
- 1937年（昭和12年）- 旧校地（龍造寺八幡宮境内）に「成章校跡（成章校之址）碑」を建立。
- 1941年（昭和16年）4月1日 - 国民学校令施行により「佐賀国民学校」（高等科のみの2年制）に改称。

新制中学校発足
- 1947年（昭和22年）
  - 4月1日 - 学制改革（六・三制の実施）により、新制中学校「佐賀市立第一中学校[4]」が発足。初代校長は熊谷初三。
  - 5月3日 - 開校式を挙行。
- 1948年（昭和23年）3月31日 - 佐賀市立実業青年学校が廃止される。
- 1951年（昭和26年）4月1日 - 「佐賀市立成章中学校」（現校名）に改称。
- 1953年（昭和28年）4月1日 - 佐賀市立昭栄中学校を新設・分離。校区の改定が行われる。
- 2011年（平成23年）12月 - 新校舎が完成し、移転を完了。
- 2012年（平成24年）1月 - 新校舎での授業を開始。

## 部活動
運動部
- バスケットボール部（男・女）
- テニス部（男・女）
- バレー部（女）
- 軟式野球部
- サッカー部
- 陸上部
- 卓球部
- 新体操部

文化部
- 吹奏楽部
- 合唱部
- 美術部
- コンピューター部（休部、ホームページはコンピューター部が作成）

## 著名な関係者
出身者
- 326 - イラストレーター（1993年卒）
- 武下利一 - バドミントン選手
- 優木まおみ（1995年卒）

## 交通アクセス
最寄りの鉄道駅
- JR九州 長崎本線 「佐賀駅」から南東方向へ車で約2分または徒歩約20分

最寄りのバス停留所
- 佐賀市営バス 佐大・短大線、平松循環線「成章中学校西」停留所

最寄りの幹線道路
- 国道264号 「天神郵便局西」交差点

## 周辺
- 佐賀市立勧興小学校（東隣）
- 佐賀県庁・佐賀玉屋（南部）
- どんどんどんの森・佐賀市立図書館（北東部）
- 佐賀駅（北部）
- 佐賀県社会福祉委協議会
- 佐賀天神郵便局
- 成章保育所

## 参考資料
- 「佐賀市史 第3巻 (近代編 明治期) (PDF) 」（1978年（昭和53年）9月30日, 佐賀市） 二.明治前期の教育 - 佐賀市ウェブサイト
- 「佐賀市史 第3巻 (近代編 明治期) (PDF) 」（1978年（昭和53年）9月30日, 佐賀市） 十.明治後期の教育と文化 - 佐賀市ウェブサイト
- 「佐賀市史 第4巻 (近代編 明治期) (PDF) 」（1979年（昭和54年）4月28日, 佐賀市） 七.教育と文化（大正・昭和前期） - 佐賀市ウェブサイト
- 「佐賀市史 第五巻 (近代編 明治期) (PDF) 」（1981年（昭和56年）2月21日, 佐賀市） 五.教育と文化（現代（昭和後期）） - 佐賀市ウェブサイト